# Alois Vošahlík

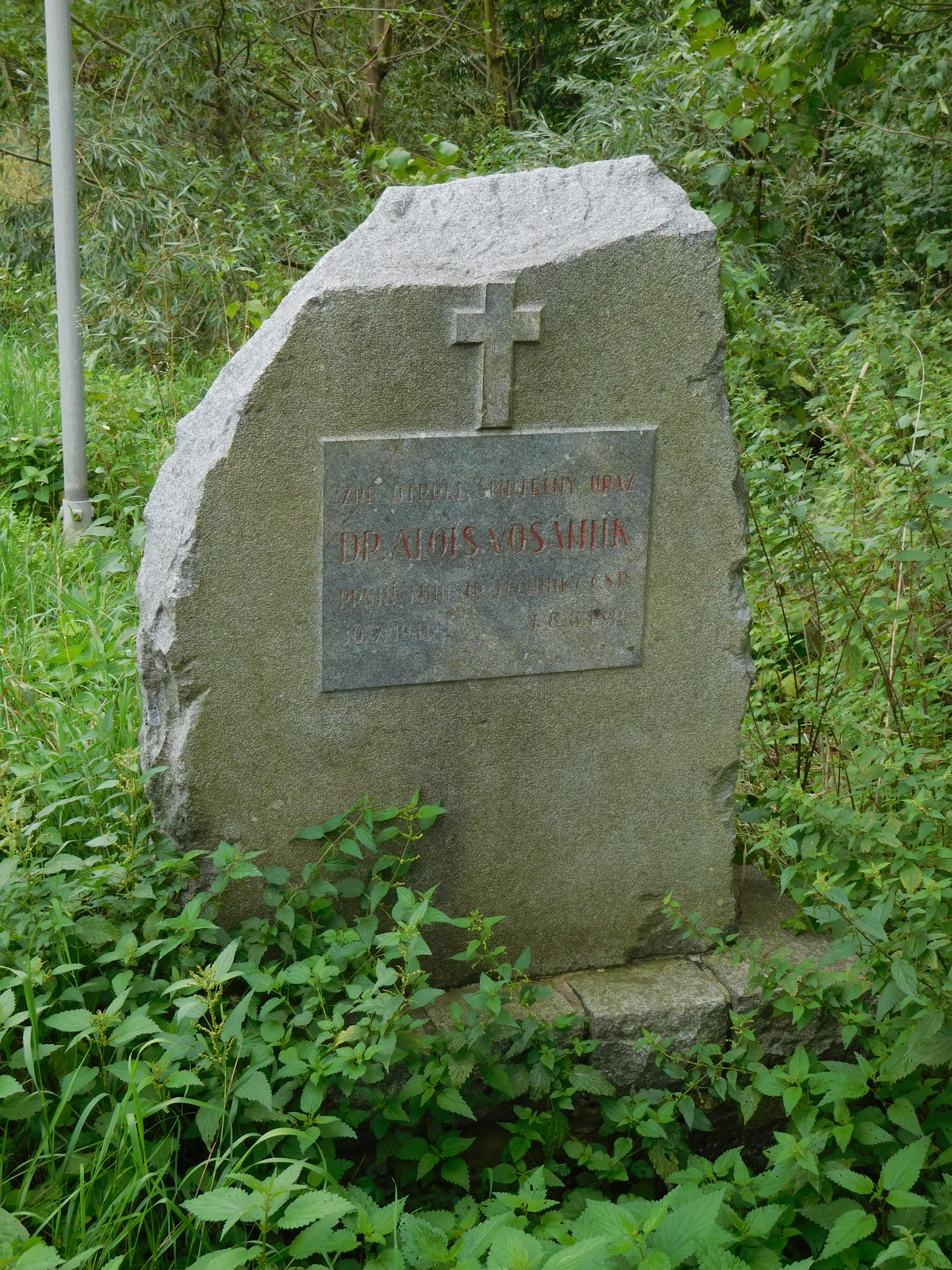
Pamětní kámen při silnici I/16 u Horního Bousova

Alois Vošahlík (19. srpna 1899 Klisinec u Milevska – 8. srpna 1946 Jičín) byl český a československý politik, poválečný ministr československé vlády a poslanec Prozatímního a Ústavodárného Národního shromáždění za Československou stranu lidovou.

## Biografie
Původně se učil na krejčího, ale začal se sám vzdělávat a navštěvovat gymnázium v Českých Budějovicích. Pak absolvoval vysokou školu a působil jako profesor na učitelských ústavech. Angažoval se ve veřejných spolcích, ve skautingu a v lidové straně.
V roce 1914 ve svých pouhých 14 letech se rozhodl jít studovat do Ameriky. Když se dostal do Hamburku, odkud měla vyplout loď směrem do Ameriky, začala 1. světová válka a jeho převoz do Ameriky tak byl zrušen. Bez jakéhokoliv spojení s rodinou se vydal dlouhou cestou pěšky zpět domů a pokračoval se studii v českých zemích.
V letech 1921–1926 studoval na Přírodovědecké fakultě UK v Praze. Od roku 1926 působil jako profesor učitelských ústavů na řadě míst (Svatý Jan pod Skalou, Žatec, Louny, Praha, Jičín). Od 20. let byl aktivní v řadě katolických spolků (člen Orla a Svatováclavské ligy) a zároveň i v ČSL. Byl zároveň členem Jednoty československých matematiků a fyziků a předseda odbočky Československé astronomické společnosti v Jičíně. Od května 1945 působil jako předseda ČSL v okrese Jičín a od listopadu 1945 předseda krajské organizace v mladoboleslavském kraji.
V letech 1945–1946 byl poslancem Prozatímního Národního shromáždění za ČSL. Setrval zde do parlamentních voleb v roce 1946, pak byl za lidovce zvolen do Ústavodárného Národního shromáždění. Zde setrval do své smrti v srpnu 1946. Jako náhradník ho vystřídal František Zvěřina.
Krátce zastával i vládní posty v první vládě Klementa Gottwalda zformované po volbách v roce 1946, v níž byl po dobu několika týdnů ministrem bez portfeje a ministrem techniky. Dne 30. července 1946 byl těžce zraněn při autohavárii poblíž Sobotky. Zemřel na následky poranění z této autohavárie 8. srpna 1946. Je pochován na hřbitově v Jičíně, kde mu byl uspořádán státní pohřeb. Na místě jeho nehody stojí pamětní kámen.